# N676 (België)
De N676 is een gewestweg in de Belgische provincie Luik. De weg verbindt de N62 in Sankt-Vith met de N68 bij Mont Rigi (vlak bij Baraque Michel). De weg loopt over het hoogste punt van België, Signaal van Botrange. De route heeft een lengte van ongeveer 32 kilometer.

## Plaatsen langs de N676
- Sankt-Vith
- Medell
- Amel
- Eibertingen
- Ondenval
- Weismes
- Bruyères
- Robertville
- Ovifat